# Gouvernement Giolitti V
Royaume d'Italie
Nitti II Bonomi I
Le gouvernement Giolitti V (Governo Giolitti V, en italien) est le gouvernement du royaume d'Italie entre le 15 juin 1920 et le 4 juillet 1921, durant la XXVe législature.

## Historique

### Président du conseil des ministres
Giovanni Giolitti

### Listes des ministres

#### Instruction publique
Ministre de l'Instruction publique Benedetto Croce (Parti libéral italien)